# Antonci (Poreč)
Antonci is een plaats in de gemeente Poreč in de Kroatische provincie Istrië. De plaats telt 111 inwoners (2001).